# Penthe almorensis
Penthe almorensis is een keversoort uit de familie winterkevers (Tetratomidae). De wetenschappelijke naam van de soort werd in 1917 gepubliceerd door George Charles Champion.